# Prva savezna liga Jugoslavije u nogometu 1952.
Prvenstvo Jugoslavije u nogometu za sezonu 1952. bilo je dvadeset i treće po redu najviše nogometno natjecanje u Jugoslaviji, šesto poslijeratno. Novi prvak je postao hrvatski klub, po drugi put splitski Hajduk. Najviše pogodaka je postigao je Stanoje Jocić. Doprvak je bio srbijanski klub, beogradska Crvena zvezda.
Ukupan broj gledatelja bio je 1.247.000.

## Sustav natjecanja
Igralo se u dvije faze. U prvoj fazi momčadi su bile podijeljene u dvije skupine po šest momčadi, u kojima su momčadi međusobno igrale dvokružni ligaški sustav. Završetkom te faze prelazilo se u drugu fazu. Prve dvije iz svake skupine ulazile su u skupinu skupinu za prvaka, srednje dvije iz svake skupine u skupinu za poredak od 5. do 8. mjesta, a zadnje dvije iz svake skupine u skupinu za opstanak. Prvakom je postala momčad koja je sakupila najviše bodova u skupini za prvaka (pobjeda = 2 boda, neodlučeni ishod = 1 bod, poraz = bez bodova).
Pravila koje su određivala poredak na ljestvici su bila: 1) broj osvojenih bodova 
Godina 1952. bila je obilježena pripremama za Olimpijske igre, pa je Nogometni savez Jugoslavije promijenio sustav natjecanja te se umjesto lige prvenstvo igralo po skupinama. Ljeto je prošlo u znaku priprema pa potom u iščekivanju rezultata iz Finske. Domaće prvenstvo palo je u drugi plan.

## Sudionici
Igralo se tijekom 1952. godine. Iz 2. jugoslavenske lige su se plasirala dva makedonska kluba, skopski Vardar i Rabotnički. Iz 1. lige su lani ispali subotički Spartak i titogradska Budućnost. U prvenstvu je ukupno sudjelovalo 12 sastava, deset najbolje plasiranih iz lanjskog prvenstva uz dva lanjska najbolja drugoligaša. Pretkraj sezone 1951. klub Borac iz Zagreba pripojen je NK Zagrebu.
Srbija je dala pet predstavnika od čega Vojvodina jednog, Hrvatska četiri, Makedonija dva, Crna Gora nijednog, BiH jednog, Slovenija nijednog.
| Slovenija | Hrvatska                                            | Bosna i Hercegovina | Srbija           | Srbija                                                       | Srbija  | Crna Gora | Makedonija                    |
| Slovenija | Hrvatska                                            | Bosna i Hercegovina | Vojvodina        | Središnja Srbija                                             | Kosovo  | Crna Gora | Makedonija                    |
| --------- | --------------------------------------------------- | ------------------- | ---------------- | ------------------------------------------------------------ | ------- | --------- | ----------------------------- |
| - nitko   | - Dinamo (Z) - Hajduk (S) - Lokomotiva (Z) - Zagreb | - Sarajevo          | - Vojvodina (NS) | - BSK Beograd - Crvena zvezda (B) - Mačva (Š) - Partizan (B) | - nitko | - nitko   | - Rabotnički (S) - Vardar (S) |

Nakon što je uočeno da održavanje prvenstva u jednoj kalendarskoj godini po sistemu proljeće – jesen nije ispunilo očekivanja, Upravni odbor FSJ je na sjednici održanoj 15. veljači 1952. donio odluku da sezona 1952. bude posljednja u kojoj će se prvenstvo održavati po ovoj formuli. Odlučeno je da se vrati stari sistem natjecanja u dvije klaendarske godine po sistemu jesen – proljeće. Također je odlučeno da naredno prvenstvo za sezonu 1952./53. počne 31. kolovoza 1952. godine. Kako bi se ubrzao način odigravanja utakmica u prvenstvu za sezonu 1952. donesena je odluka da se dvanaest sudionika podijeli u dvije grupe, a da onda po dvije prvoplasirane ekipe idu u finalnu grupu za borbu od 1. – 4. mjesta. U sljedećoj grupi bi se ekipe natejcale za plasman od 5. – 8. mjesta i na kraju treća finalna grupa za plasman od 9. – 12. mejsta.

Sudionici su prvih desetoplasiranih ekipa iz saezone 1951. godine kao i dvije prvoplasirane ekipe iz Druge savezne lige, a to su Vardar iz Skoplja i Rabotnički iz Skoplja. Ždrijebom su određeni sudionici prve dvije predfinalne grupe. U prvoj grupi su igrali: Dinamo (Zagreb), Lokomotiva (Zagreb), Partizan (Beograd), Vojvodina (Novi Sad), Rabotnički (Skoplje) i Mačva (Šabac). U drugoj grupi su bili: Crvena zvezda (Beograd), Hajduk (Split), BSK (Beograd), Vardar (Skoplje), SD Zagreb (Zagreb), SD Sarajevo (Sarajevo).

## Sastavi momčadi
- Hajduk: Beara, Broketa, Luštica, L. Grčić, Katnić, Kokeza, Mrčić, Juričko, D. Grčić, Vukas, F. Matošić, Krstulović, Šenauer, Arapović, Mladinić, Andrijašević, Drvodelić. Trener: J. Matošić
- C. zvezda: Lovrić, Mrkušić, Radenković, Tadić, Diskić, B. Stanković, Zlatković, Đaji, Palfi, Đurđević, Zeković, Nešović, Zvekanović, Ognjanov, R. Mitić, Vukosavljević, Tomašević, Živanović, B. Kostić, Jezerkić, Miljković, Milić, Zarić, Stanić. Trener: B. Sekulić
- Lokomotiva: Grčević, Majdić, Etlinger, Ožegović, Andročec, Rajs, O. Bobek, Kobe, Hmelina, Čonč, Firm, Odžak, Koželj, Papec, Naglić. Trener: B. Cuvaj
- Dinamo: Majerović, B. Stinčić, Cizarić, I. Horvat, D. Horvat, Delić, Crnković, Cvetan, Banožić, Puškec, D. Dvornić, Ž. Čajkovski, Senčar, Benko, Režek, Cimermančić, Velfl, L. Lipošinović, Gereš, Beseredi. Trener: B. Higl.
- BSK: Cvetković, Davidović, Kaloperović, Racić, Spajić, Odanović, S. Stanković, Filipović, Perić, Tasić, P. Đorđević, Cokić, S. Jocić, P. Marković, A. Panić, S. Antić, Konstantinović, Reljić, Miljković. Trener: M. Ćirić
- Partizan: Šoštarić, M. Jovanović, Z. Čajkovski, R. Čolić, Jakovetić, Č. Lazarević, B. Kolaković, Torbarov, Drenovac, Simonovski, B. Belin, Herceg, Valok, S. bobek, R. Ognjanović, P. Mihajlović, M. Milutinović, Šijaković, A. Atanacković, Zebec. Trener: A. Pogačnik
- Vardar: Vidinić, T. Georgijevski, Jovanovski, V. Kokinovski, Milanov, Novakov, Dacevski, Arsovski, N. Kokinovski, D. Georgijevski, Cincijevski, Janevski, Velkovski, Karovski, Gerov, B. Jordanovski, Karanfilović, Leov, Vasilevski, Antovski. Trener: A. Tomašević
- Vojvodina: Vasić, Vereš, Milovanov, Boškov, D. Ristić, Malenčić, D. Živković, Savović, Vlaović, D. Krstić, Rajkov, Šereš, Krgin, Hirman, Censki, R. Krstić, Popov, Mutibarić, Leškov. Trener: Lj. Broćić
- Sarajevo: Pejak, Tomanović, S. Alajbegović, Glavočević, Švraka, Agošton, Biogradlić, Đ. Lovrić, Brozović, Karaica, Krošnjar, Živkov, Žigante, F. Lovrić, Konjevod, Habić, Bukvić, Lazarević, Jarkovački, Ferhatović. Trener: M. Brozović
- Zagreb: Kralj, Rezar, Dubravčić, A. Vidošević, Klaić, Jurić, Joksimović, Bistrički, Rora, Jurišić, Butković, Medved, Blažetić, Kovač, Devčić, I. Šantek, Pejović, M. Šantek, Bučar. Trener: I. Jazbinšek
- Rabotnički: Gičevski, Mironovski, Perovski, Bačvarov, S. Petrovski, B. Popovski, U. Petrovski, K. Stojanovski, Mojsovski, Đ. Georgijevski, Ivanovski, Gerasimovski, Markovski, Vučinovski, Balevski, Dimitrovski, Radevski, Čarvakov, Nijazovski, Radovanov, Drljević, Hristovski. Trener: S. Bogojevski
- Mačva: M. Petrović, Milutinović, Vilotić, D. Stefanović, M. Krstić, Obradović, Manojlović, Gegić, Stanković, Jurišić, Kovačević, Jakuš, S. Stefanović, Stanić, Jagodić, Bjelogrlić, Rogić, Jovanović, Đurašević. Trener. B. Ralić

## Sudci
- J. Epert (Zagreb)
- A. Marek (Zagreb)
- J. Mikulan (Zagreb)
- M. Podubski (Zagreb)
- B. Višnjić (Zagreb)
- E. Damjani (Zagreb)
- K. Heger (Zagreb)
- F. Petrić (Rijeka)
- V. Šter (Osijek)
- L. Lemešić (Split)
- D. Makijedo (Split)
- Lj. Baučić (Split)
- A. Gvardijančić (Ljubljana)
- E. Erlih (Ljubljana)
- M. Štavljanin (Subotica)
- M. Milnović (Novi Sad)
- V. Terzin (Novi Sad)
- S. Popović (Novi Sad)
- V. Jovanović (Sarajevo)
- R. Rakić (Sarajevo)
- T. Ivanovski (Skoplje)
- B. Nedelkovski (Skoplje)
- M. Perović (Titograd)
- Vasa Stefanović (Beograd)
- M. Stefanović (Beograd)
- M. Matančić (Beograd)
- K. Ninković (Beograd)
- Ž. Vlajić (Beograd)
- Lj. Barjaktarević (Beograd)
- P. Mrkobrad (Beograd)
- B. Lalić (Beograd)
- R. Čolić (Beograd)
- M. Nikolić (Beograd)
- S. Nikolić (Beograd)
- T. Marković (Beograd)
- Z. Raković (Beograd)
- K. Zečević (Beograd)
- R. Malešević (Beograd)
- N. Milošević (Niš)
- S. Stefanović (Kruševac)

## Novosti
Na plenumu Upravnog odbora FS Jugoslavije 15. veljače 1952.godine razmatrano je stanje u nogometu povodom pisma CK KPJ i donesene su važne odluke.
Podcrtani su glavni problemi:
- Klubaštvo
- Profesionalizam
- Kršenje financijskih i deviznih propisa
- Slab odgojni rad
- Zapostavljanje svestranijeg rada na podizanju mladih igrača

Odluke:
- Ukinute su Druge savezne i Republičke lige, ubuduće če se prvenstvena natjecanja održavati u okviru podsaveza u pojedinim republikama
- Nije prošao prijedlog da se Prva savezna liga proširi na 14 klubova (ostaje 12)
- Obnavljane savezne lige: dva posljednjeplasirana kluba ispadaju iz natjecanja, na njihovo mjesto ulaze dva iz kvalifikacijskih natjecanja republičkih prvaka.
- Prvenstvena natjecanja za 1952. godinu počinju 2. ožujka, a završavaju se 22. lipnja
- Nova prvenstvena sezona u terminu jesen – proljeće počinje 31. kolovoza, a pri dio završava 14. prosinca

## Preliminarna faza
|  | Skupina za prvaka   |
|  | Srednja skupina     |
|  | Skupina za opstanak |

### 1. skupina
| mj. | klub               | ut. | pob. | ner. | por. | gol+ | gol- | kvoc  | bod |
| --- | ------------------ | --- | ---- | ---- | ---- | ---- | ---- | ----- | --- |
| 1.  | Dinamo Zagreb      | 10  | 8    | 0    | 2    | 27   | 13   | 2,077 | 16  |
| 2.  | Lokomotiva Zagreb  | 10  | 7    | 0    | 3    | 20   | 9    | 2,222 | 14  |
| 3.  | Partizan           | 10  | 6    | 0    | 4    | 24   | 15   | 1,600 | 12  |
| 4.  | Vojvodina          | 10  | 5    | 0    | 5    | 21   | 15   | 1,400 | 10  |
| 5.  | Rabotnički Skoplje | 10  | 2    | 1    | 7    | 9    | 30   | 0,300 | 5   |
| 6.  | Mačva Šabac        | 10  | 1    | 1    | 8    | 10   | 29   | 0,345 | 3   |

|                    | DIN | LOK | PAR | VOJ | RAB | M.Š |
| ------------------ | --- | --- | --- | --- | --- | --- |
| Dinamo Zagreb      |     | 5:2 | 3:1 | 3:2 | 4:1 | 5:1 |
| Lokomotiva Zagreb  | 1:0 |     | 3:0 | 2:1 | 3:0 | 3:0 |
| Partizan           | 0:3 | 2:1 |     | 1:2 | 1:0 | 6:3 |
| Vojvodina          | 0:1 | 0:1 | 0:4 |     | 5:2 | 3:0 |
| Rabotnički Skoplje | 3:0 | 0:4 | 0:8 | 0:3 |     | 2:1 |
| Mačva Šabac        | 2:3 | 1:0 | 0:1 | 1:5 | 1:1 |     |

### 2. skupina
| mj. | klub           | ut. | pob. | ner. | por. | gol+ | gol- | kvoc  | bod |
| --- | -------------- | --- | ---- | ---- | ---- | ---- | ---- | ----- | --- |
| 1.  | Crvena zvezda  | 10  | 7    | 0    | 3    | 20   | 16   | 1,250 | 14  |
| 2.  | Hajduk Split   | 10  | 6    | 0    | 4    | 23   | 11   | 2,091 | 12  |
| 3.  | BSK Beograd    | 10  | 4    | 2    | 4    | 19   | 12   | 1,583 | 10  |
| 4.  | Vardar Skoplje | 10  | 5    | 0    | 5    | 13   | 18   | 0,722 | 10  |
| 5.  | Zagreb         | 10  | 3    | 2    | 5    | 7    | 12   | 0,583 | 8   |
| 6.  | Sarajevo       | 10  | 3    | 0    | 7    | 8    | 21   | 0,381 | 6   |

|                | C.Z | HAJ | BSK | VAR | ZAG | SAR |
| -------------- | --- | --- | --- | --- | --- | --- |
| Crvena zvezda  |     | 3:1 | 3:2 | 2:0 | 2:0 | 2:0 |
| Hajduk Split   | 6:0 |     | 2:3 | 2:1 | 2:1 | 4:0 |
| BSK Beograd    | 4:2 | 0:1 |     | 6:1 | 0:0 | 3:0 |
| Vardar Skoplje | 2:1 | 0:5 | 1:0 |     | 2:1 | 5:0 |
| Zagreb         | 0:3 | 1:0 | 0:0 | 1:0 |     | 3:2 |
| Sarajevo       | 1:2 | 2:0 | 2:1 | 0:1 | 1:0 |     |

## Završna faza

### Skupina za prvaka
| mj. | klub              | ut. | pob. | ner. | por. | gol+ | gol- | kvoc  | bod |
| --- | ----------------- | --- | ---- | ---- | ---- | ---- | ---- | ----- | --- |
| 1.  | Hajduk Split      | 6   | 4    | 1    | 1    | 12   | 4    | 3,000 | 9   |
| 2.  | Crvena zvezda     | 6   | 3    | 2    | 1    | 11   | 6    | 1,833 | 8   |
| 3.  | Lokomotiva Zagreb | 6   | 2    | 0    | 4    | 12   | 19   | 0,632 | 4   |
| 4.  | Dinamo Zagreb     | 6   | 0    | 3    | 3    | 8    | 14   | 0,571 | 3   |

|                   | HAJ | C.Z | LOK | DIN |
| ----------------- | --- | --- | --- | --- |
| Hajduk Split      |     | 2:0 | 2:0 | 1:1 |
| Crvena zvezda     | 1:0 |     | 5:0 | 2:2 |
| Lokomotiva Zagreb | 2:4 | 2:3 |     | 4:3 |
| Dinamo Zagreb     | 0:3 | 0:0 | 2:4 |     |

|  | Hajduk Split je prvak Jugoslavije |

### Srednja skupina
| mj. | klub           | ut. | pob. | ner. | por. | gol+ | gol- | kvoc  | bod |
| --- | -------------- | --- | ---- | ---- | ---- | ---- | ---- | ----- | --- |
| 5.  | BSK Beograd    | 6   | 5    | 1    | 0    | 15   | 6    | 2,500 | 11  |
| 6.  | Partizan       | 6   | 3    | 1    | 2    | 17   | 11   | 1,545 | 7   |
| 7.  | Vardar Skoplje | 6   | 2    | 1    | 3    | 8    | 15   | 0,533 | 5   |
| 8.  | Vojvodina      | 6   | 0    | 1    | 5    | 7    | 15   | 0,467 | 1   |

|                | BSK | PAR | VAR | VOJ |
| -------------- | --- | --- | --- | --- |
| BSK Beograd    |     | 3:2 | 5:1 | 2:1 |
| Partizan       | 1:2 |     | 7:1 | 5:5 |
| Vardar Skoplje | 1:1 | 0:1 |     | 3:1 |
| Vojvodina      | 0:2 | 0:1 | 0:2 |     |

### Skupina za opstanak
| mj. | klub               | ut. | pob. | ner. | por. | gol+ | gol- | kvoc  | bod |
| --- | ------------------ | --- | ---- | ---- | ---- | ---- | ---- | ----- | --- |
| 9.  | Sarajevo           | 6   | 3    | 2    | 1    | 8    | 3    | 2,667 | 8   |
| 10. | Zagreb             | 6   | 2    | 3    | 1    | 6    | 6    | 1,000 | 7   |
| 11. | Rabotnički Skoplje | 6   | 2    | 1    | 3    | 10   | 14   | 0,714 | 5   |
| 12. | Mačva Šabac        | 6   | 1    | 2    | 3    | 7    | 8    | 0,875 | 4   |

|                    | SAR | ZAG | RAB | M.Š |
| ------------------ | --- | --- | --- | --- |
| Sarajevo           |     | 0:0 | 5:1 | 1:0 |
| Zagreb             | 1:0 |     | 2:1 | 0:0 |
| Rabotnički Skoplje | 1:1 | 3:1 |     | 3:2 |
| Mačva Šabac        | 0:1 | 2:2 | 3:1 |     |

|  | Rabotnički Skoplje i Mačva Šabac ispali su na 2. ligaški rang 1952./53. |

## Kalendar
Na plenumu Upravnog odbora Nogometnog saveza Jugoslavije održanom 15. veljače 1952. u Beogradu,
izvučeni su redni brojevi klubova savezne lige za državno prvenstvo na temelju kojih je napravljen raspored.
| Prvi dio prvenstva         | Prvi dio prvenstva                                                      | Prvi dio prvenstva                                                      | Prvi dio prvenstva                                                      | Prvi dio prvenstva                                                | Prvi dio prvenstva                                                | Prvi dio prvenstva                                                |
|                            | 1. skupina                                                              | 1. skupina                                                              | 1. skupina                                                              | 2. skupina                                                        | 2. skupina                                                        | 2. skupina                                                        |
| -------------------------- | ----------------------------------------------------------------------- | ----------------------------------------------------------------------- | ----------------------------------------------------------------------- | ----------------------------------------------------------------- | ----------------------------------------------------------------- | ----------------------------------------------------------------- |
| 1. kolo 2. ožujka 1952.    | Dinamo – Lokomotiva 0:1 Vojvodina – Rabotnički 5:2 Mačva – Partizan 0:1 | Dinamo – Lokomotiva 0:1 Vojvodina – Rabotnički 5:2 Mačva – Partizan 0:1 | Dinamo – Lokomotiva 0:1 Vojvodina – Rabotnički 5:2 Mačva – Partizan 0:1 | Hajduk – Crvena zvezda 6:0 Vardar – BSK 1:0 Sarajevo – Zagreb 1:0 | Hajduk – Crvena zvezda 6:0 Vardar – BSK 1:0 Sarajevo – Zagreb 1:0 | Hajduk – Crvena zvezda 6:0 Vardar – BSK 1:0 Sarajevo – Zagreb 1:0 |
| 2. kolo 9. ožujka 1952.    | Lokomotiva – Partizan 3:0 Rabotnički – Mačva 2:1 Dinamo – Vojvodina 3:2 | Lokomotiva – Partizan 3:0 Rabotnički – Mačva 2:1 Dinamo – Vojvodina 3:2 | Lokomotiva – Partizan 3:0 Rabotnički – Mačva 2:1 Dinamo – Vojvodina 3:2 | Crvena zvezda – Zagreb 2:0 BSK – Sarajevo 3:0 Hajduk – Vardar 2:1 | Crvena zvezda – Zagreb 2:0 BSK – Sarajevo 3:0 Hajduk – Vardar 2:1 | Crvena zvezda – Zagreb 2:0 BSK – Sarajevo 3:0 Hajduk – Vardar 2:1 |
| 3. kolo 16. ožujka 1952.   | Vojvodina – Lokomotiva 0:1 Mačva – Dinamo 2:3 Partizan – Rabotnički 1:0 | Vojvodina – Lokomotiva 0:1 Mačva – Dinamo 2:3 Partizan – Rabotnički 1:0 | Vojvodina – Lokomotiva 0:1 Mačva – Dinamo 2:3 Partizan – Rabotnički 1:0 | Vardar – Crvena zvezda 2:1 Sarajevo – Hajduk 2:0 Zagreb – BSK 0:0 | Vardar – Crvena zvezda 2:1 Sarajevo – Hajduk 2:0 Zagreb – BSK 0:0 | Vardar – Crvena zvezda 2:1 Sarajevo – Hajduk 2:0 Zagreb – BSK 0:0 |
| 4. kolo 23. ožujka 1952.   | Lokomotiva – Rabotnički 3:0 Dinamo – Partizan 3:1 Vojvodina – Mačva 3:0 | Lokomotiva – Rabotnički 3:0 Dinamo – Partizan 3:1 Vojvodina – Mačva 3:0 | Lokomotiva – Rabotnički 3:0 Dinamo – Partizan 3:1 Vojvodina – Mačva 3:0 | BSK – Crvena zvezda 2:3 Hajduk – Zagreb 2:1 Vardar – Sarajevo 5:0 | BSK – Crvena zvezda 2:3 Hajduk – Zagreb 2:1 Vardar – Sarajevo 5:0 | BSK – Crvena zvezda 2:3 Hajduk – Zagreb 2:1 Vardar – Sarajevo 5:0 |
| 5. kolo 30. ožujka 1952.   | Mačva – Lokomotiva 1:0 Partizan – Vojvodina 1:2 Rabotnički – Dinamo 3:0 | Mačva – Lokomotiva 1:0 Partizan – Vojvodina 1:2 Rabotnički – Dinamo 3:0 | Mačva – Lokomotiva 1:0 Partizan – Vojvodina 1:2 Rabotnički – Dinamo 3:0 | Sarajevo – Crvena zvezda 1:2 Zagreb – Vardar 1:0 BSK – Hajduk 0:1 | Sarajevo – Crvena zvezda 1:2 Zagreb – Vardar 1:0 BSK – Hajduk 0:1 | Sarajevo – Crvena zvezda 1:2 Zagreb – Vardar 1:0 BSK – Hajduk 0:1 |
| 6. kolo 6. travnja 1952.   | Lokomotiva – Dinamo 2:5 Rabotnički – Vojvodina 0:3 Partizan – Mačva 6:3 | Lokomotiva – Dinamo 2:5 Rabotnički – Vojvodina 0:3 Partizan – Mačva 6:3 | Lokomotiva – Dinamo 2:5 Rabotnički – Vojvodina 0:3 Partizan – Mačva 6:3 | Crvena zvezda – Hajduk 3:1 BSK – Vardar 6:1 Zagreb – Sarajevo 3:2 | Crvena zvezda – Hajduk 3:1 BSK – Vardar 6:1 Zagreb – Sarajevo 3:2 | Crvena zvezda – Hajduk 3:1 BSK – Vardar 6:1 Zagreb – Sarajevo 3:2 |
| 7. kolo 20. travnja 1952.  | Partizan – Lokomotiva 2:1 Mačva – Rabotnički 1:1 Vojvodina – Dinamo 0:1 | Partizan – Lokomotiva 2:1 Mačva – Rabotnički 1:1 Vojvodina – Dinamo 0:1 | Partizan – Lokomotiva 2:1 Mačva – Rabotnički 1:1 Vojvodina – Dinamo 0:1 | Zagreb – Crvena zvezda 0:3 Sarajevo – BSK 2:1 Vardar – Hajduk 0:5 | Zagreb – Crvena zvezda 0:3 Sarajevo – BSK 2:1 Vardar – Hajduk 0:5 | Zagreb – Crvena zvezda 0:3 Sarajevo – BSK 2:1 Vardar – Hajduk 0:5 |
| 8. kolo 27. travnja 1952.  | Lokomotiva – Vojvodina 2:1 Dinamo – Mačva 5:1 Rabotnički – Partizan 0:8 | Lokomotiva – Vojvodina 2:1 Dinamo – Mačva 5:1 Rabotnički – Partizan 0:8 | Lokomotiva – Vojvodina 2:1 Dinamo – Mačva 5:1 Rabotnički – Partizan 0:8 | Crvena zvezda – Vardar 2:0 Hajduk – Sarajevo 4:0 BSK – Zagreb 0:0 | Crvena zvezda – Vardar 2:0 Hajduk – Sarajevo 4:0 BSK – Zagreb 0:0 | Crvena zvezda – Vardar 2:0 Hajduk – Sarajevo 4:0 BSK – Zagreb 0:0 |
| 9. kolo 4. svibnja 1952.   | Rabotnički – Lokomotiva 0:4 Partizan – Dinamo 0:3 Mačva – Vojvodina 1:5 | Rabotnički – Lokomotiva 0:4 Partizan – Dinamo 0:3 Mačva – Vojvodina 1:5 | Rabotnički – Lokomotiva 0:4 Partizan – Dinamo 0:3 Mačva – Vojvodina 1:5 | Crvena zvezda – BSK 2:4 Zagreb – Hajduk 1:0 Sarajevo – Vardar 0:1 | Crvena zvezda – BSK 2:4 Zagreb – Hajduk 1:0 Sarajevo – Vardar 0:1 | Crvena zvezda – BSK 2:4 Zagreb – Hajduk 1:0 Sarajevo – Vardar 0:1 |
| 10. kolo 11. svibnja 1952. | Lokomotiva – Mačva 3:0 Vojvodina – Partizan 0:4 Dinamo – Rabotnički 4:1 | Lokomotiva – Mačva 3:0 Vojvodina – Partizan 0:4 Dinamo – Rabotnički 4:1 | Lokomotiva – Mačva 3:0 Vojvodina – Partizan 0:4 Dinamo – Rabotnički 4:1 | Crvena zvezda – Sarajevo 2:0 Vardar – Zagreb 2:1 Hajduk – BSK 2:3 | Crvena zvezda – Sarajevo 2:0 Vardar – Zagreb 2:1 Hajduk – BSK 2:3 | Crvena zvezda – Sarajevo 2:0 Vardar – Zagreb 2:1 Hajduk – BSK 2:3 |
| Završni dio prvenstva      |                                                                         |                                                                         |                                                                         |                                                                   |                                                                   |                                                                   |
|                            | Skupina za prvaka                                                       | Skupina za prvaka                                                       | Srednja skupina                                                         | Srednja skupina                                                   | Skupina za opstanak                                               | Skupina za opstanak                                               |
| 1. kolo 18. svibnja 1952.  | Crvena zvezda – Lokomotiva 5:0 Hajduk – Dinamo 1:1                      | Crvena zvezda – Lokomotiva 5:0 Hajduk – Dinamo 1:1                      | BSK – Vojvodina 2:1 Vardar – Partizan 0:1                               | BSK – Vojvodina 2:1 Vardar – Partizan 0:1                         | Zagreb – Mačva 0:0 Sarajevo – Rabotnički 5:1                      | Zagreb – Mačva 0:0 Sarajevo – Rabotnički 5:1                      |
| 2. kolo 25. svibnja 1952.  | Lokomotiva – Dinamo 4:3 Crvena zvezda – Hajduk 1:0                      | Lokomotiva – Dinamo 4:3 Crvena zvezda – Hajduk 1:0                      | Vojvodina – Partizan 0:1 BSK – Vardar 5:1                               | Vojvodina – Partizan 0:1 BSK – Vardar 5:1                         | Mačva – Rabotnički 3:1 Zagreb – Sarajevo 1:0                      | Mačva – Rabotnički 3:1 Zagreb – Sarajevo 1:0                      |
| 3. kolo 1. lipnja 1952.    | Hajduk – Lokomotiva 2:0 Dinamo – Crvena zvezda 0:0                      | Hajduk – Lokomotiva 2:0 Dinamo – Crvena zvezda 0:0                      | Vardar – Vojvodina 3:1 Partizan – BSK 1:2                               | Vardar – Vojvodina 3:1 Partizan – BSK 1:2                         | Sarajevo – Mačva 1:0 Rabotnički – Zagreb 3:1                      | Sarajevo – Mačva 1:0 Rabotnički – Zagreb 3:1                      |
| 4. kolo 8. lipnja 1952.    | Lokomotiva – Crvena zvezda 2:3 Dinamo – Hajduk 0:3                      | Lokomotiva – Crvena zvezda 2:3 Dinamo – Hajduk 0:3                      | Vojvodina – BSK 0:2 Partizan – Vardar 7:1                               | Vojvodina – BSK 0:2 Partizan – Vardar 7:1                         | Mačva – Zagreb 2:2 Rabotnički – Sarajevo 1:1                      | Mačva – Zagreb 2:2 Rabotnički – Sarajevo 1:1                      |
| 5. kolo 15. lipnja 1952.   | Dinamo – Lokomotiva 2:4 Hajduk – Crvena zvezda 2:0                      | Dinamo – Lokomotiva 2:4 Hajduk – Crvena zvezda 2:0                      | Partizan – Vojvodina 5:5 Vardar – BSK 1:1                               | Partizan – Vojvodina 5:5 Vardar – BSK 1:1                         | Rabotnički – Mačva 3:2 Sarajevo – Zagreb 0:0                      | Rabotnički – Mačva 3:2 Sarajevo – Zagreb 0:0                      |
| 6. kolo 22. lipnja 1952.   | Lokomotiva – Hajduk 2:4 Crvena zvezda – Dinamo 2:2                      | Lokomotiva – Hajduk 2:4 Crvena zvezda – Dinamo 2:2                      | Vojvodina – Vardar 0:2 BSK – Partizan 3:2                               | Vojvodina – Vardar 0:2 BSK – Partizan 3:2                         | Mačva – Sarajevo 0:1 Zagreb – Rabotnički 2:1                      | Mačva – Sarajevo 0:1 Zagreb – Rabotnički 2:1                      |

## Prvaci
Hajduk
Split. Trener: Jozo Matošić
igrači (odigrao ligaških utakmica/postigao pogodaka u ligi): 

Vladimir Beara (vratar)

Ljubo Kokeza

Božo Broketa

Lenko Grčić

Ivo Mrčić

Slavko Luštica

Geza Šenauer

Ante Mladinić

Vojko Andrijašević

Frane Matošić

Bernard Vukas

Ervin Katnić

Stane Krstulović

Davor Grčić

Krešimir Arapović

Dragutin Drvodelić

## Statistika

### Ljestvica strijelaca
| Mj. | Ime                     | Klub               | Pogodaka |
| --- | ----------------------- | ------------------ | -------- |
| 1.  | Stanoje Jocić           | BSK Beograd        | 13       |
| 2.  | Vladimir Firm           | Lokomotiva         | 11       |
| 3.  | Božidar Senčar          | Dinamo Zagreb      | 9        |
| 3.  | Anton Herceg            | Partizan           | 9        |
| 3.  | Stjepan Bobek           | Partizan           | 9        |
| 6.  | Bernard Vukas           | Hajduk Split       | 8        |
| 6.  | Stane Krstulović        | Hajduk Split       | 8        |
| 6.  | Branislav Vukosavljević | Crvena zvezda      | 8        |
| 6.  | Drago Hmelina           | Lokomotiva         | 8        |
| 6.  | Predrag Marković        | BSK Beograd        | 8        |
| 6.  | Dragan Georgijevski     | Vardar Skoplje     | 8        |
| 6.  | Bože Vučinovski         | Rabotnički Skoplje | 8        |
| 13. | Franjo Hirman           | Vojvodina          | 7        |

## Poveznice
- 2. ligaški rang 1952.
- 3. ligaški rang 1952.
- Kup maršala Tita 1952.

## Vanjske poveznice
- RSSSF
- Eu-football.info
- SISTEM TAKMIČENJA U JUGOSLAVIJI 1945.-1955.
- www.historical-lineups.com
  - Godišnjak
  - Statistika 1950-1953
  - Klubovi
- exyufudbal.in.rs : tabele
- exyufudbal.in.rs : rezultati